# La Vie facile (film, 1937)
Pour les articles homonymes, voir La Vie facile (film, 1949).
Pour plus de détails, voir Fiche technique et Distribution.
La Vie facile (Easy Living) est un film américain en noir et blanc de Mitchell Leisen sorti en 1937.

## Synopsis
Fatigué du train de vie dispendieux de sa famille, le banquier et financier J.B. Ball jette  par la fenêtre une des fourrures de sa femme. Le manteau atterrit sur l'indigente Mary Smith qui essaie de le rendre, mais elle est entraînée dans des problèmes de famille. La vie de Mary change alors radicalement lorsqu'elle est confondue avec la maîtresse de J.B. Ball.

## Fiche technique
- Titre : La Vie facile
- Titre original : Easy Living
- Réalisation : Mitchell Leisen
- Scénario : Preston Sturges d'après une histoire de Vera Caspary
- Production : Arthur Hornblow Jr. et William LeBaron producteur exécutif (non crédité)
- Société de production : Paramount Pictures
- Directeur musical : Boris Morros
- Musique : Friedrich Hollaender, Gordon Jenkins, Gregory Stone et Victor Young (non crédités)
- Photographie : Ted Tetzlaff
- Montage : Doane Harrison
- Direction artistique : Hans Dreier et Ernst Fegté
- Costumes : Travis Banton
- Pays de production : États-Unis
- Langue : anglais
- Format : noir et blanc - son : Mono (Western Electric Mirrophonic Recording)
- Genre : Comédie
- Durée : 88 min
- Dates de sortie : 
  - États-Unis 7 juillet 1937 New York
  - États-Unis 16 juillet 1937
  - France : 29 septembre 1937
  - France : 29 octobre 1988 (reprise)
- Affiche : Fernand François (France)

## Distribution
- Jean Arthur : Mary Smith
- Edward Arnold : J.B. Ball
- Ray Milland : John Ball Jr.
- Luis Alberni : M. Louis Louis
- Mary Nash : Mme Jenny Ball
- Franklin Pangborn : Van Buren
- Barlowe Borland : M. Gurney
- William Demarest : Wallace Whistling
- Andrew Tombes : E.J. Hulgar
- Esther Dale : Lillian
- Harlan Briggs : M. Higginbottom, le directeur de bureau
- William B. Davidson : M. Hyde
- Nora Cecil : Mlle Swerf
- Robert Greig : le maître d'hôtel de J.B. Ball

Acteurs non crédités
- Robert Homans : garde privé
- Adia Kuznetzoff : clocharde
- Hayden Stevenson : chauffeur